# Walter Donaldson
Walter Donaldson (New York, 15 febbraio 1893 – Santa Monica, 15 luglio 1947) è stato un compositore statunitense che ha lavorato per il teatro e per il cinema, autore di canzoni molto popolari soprattutto negli anni dieci e venti del Novecento.

## Biografia
Figlio di un maestro di piano, Walter Donaldson nacque a Brooklyn nel 1893. Ancora studente, cominciò a scrivere le musiche per gli spettacoli teatrali della scuola. Il suo primo pezzo da professionista fu pubblicato nel 1915. L'anno seguente, la sua The Daughter of Rosie O'Grady diventò un hit.

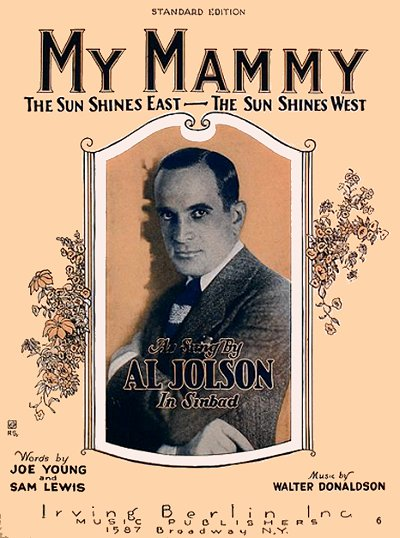
My Mammy, musica di Donaldson

Alla fine della guerra, dopo aver servito l'esercito, Donaldson venne assunto dalla compagnia di Irving Berlin. Rimase con questi fino al 1928: in quel periodo, produsse molte canzoni diventate popolari. Lasciato Berlin, formò una propria compagnia, la Donaldson, Douglas & Gumble, Inc., dove il suo nome appariva a caratteri di scatola mentre quello legale era relegato in secondo piano.
La sua Love Me, or Leave Me (Whoopee!), cantata da Ruth Etting, arriva in seconda posizione in classifica nel 1929, diventerà popolarissima e darà il titolo originale a Amami o lasciami, film biografico del 1955 sulla Etting che, sullo schermo, sarà interpretata da Doris Day che produrrà un album omonimo che raggiunge la prima posizione nella Billboard 200 per 25 settimane. Altre note versioni della canzone sono state quelle di Guy Lombardo nel 1929, Miles Davis nell'album Walkin' del 1957, Nina Simone negli album Little Girl Blue del 1958 e Let It All Out del 1966, da Ella Fitzgerald nell'album Ella Swings Brightly with Nelson del 1962 premiato con il Grammy Award alla miglior interpretazione vocale femminile pop 1963 e nell'album As Time Goes By (Bryan Ferry) del 1999.
Donaldson è conosciuto soprattutto come compositore, piuttosto che come paroliere. Pubblicò circa 600 canzoni e, nel cinema, i suoi lavori contribuirono alle colonne sonore di oltre trecento film.

## Premi e riconoscimenti
Il suo nome è presente nella Songwriters Hall of Fame

## Filmografia
- Glorifying the American Girl di Millard Webb - parole e musica (1929)
- Whoopee! di Thornton Freeland - musica (1930)
- Cuori in burrasca, regia di Mervyn LeRoy - musica di repertorio  (1933)
- Il tesoro dei faraoni di Roy Del Ruth - parole e musica (1934)
- A Notorious Gentleman di Edward Laemmle - musica di repertorio (1935)
- Transient Lady di Edward Buzzell - musica di repertorio  (1935)
- Il paradiso delle fanciulle (The Great Ziegfeld) di Robert Z. Leonard - speciale parole e musica (1936)
- Jim di Piccadilly (Piccadilly Jim), regia di Robert Z. Leonard - compositore (1936)
- Broadway Serenade, regia di Robert Z. Leonard - canzoni (1939)
- Two Girls on Broadway, regia di S. Sylvan Simon - musica di repertorio (non accreditato) (1940)

## Spettacoli teatrali (parziale)
- Whoopee! - canzoni (parole di Gus Kahn, musica di Walter Donaldson) (1928)